# عائلة كامالا هاريس
كامالا هاريس هي نائبة رئيس الولايات المتحدة رقم 49 والحالية.
كانت هاريس في السابق العضوة الأصغر في مجلس الشيوخ عن ولاية كاليفورنيا ، وقبل انتخابها لمجلس الشيوخ ، شغلت منصب المدعي العام لولاية كاليفورنيا . تضم عائلتها العديد من الأفراد البارزين في السياسة والأوساط الأكاديمية.
ينحدر أصل أم هاريس من تاميل نادو، الهند، بينما ينحدر والدها من سانت آن، جامايكا. وهي متزوجة من المحامي الأمريكي دوغ إمهوف.

## الأسرة المباشرة

### دوغ إمهوف

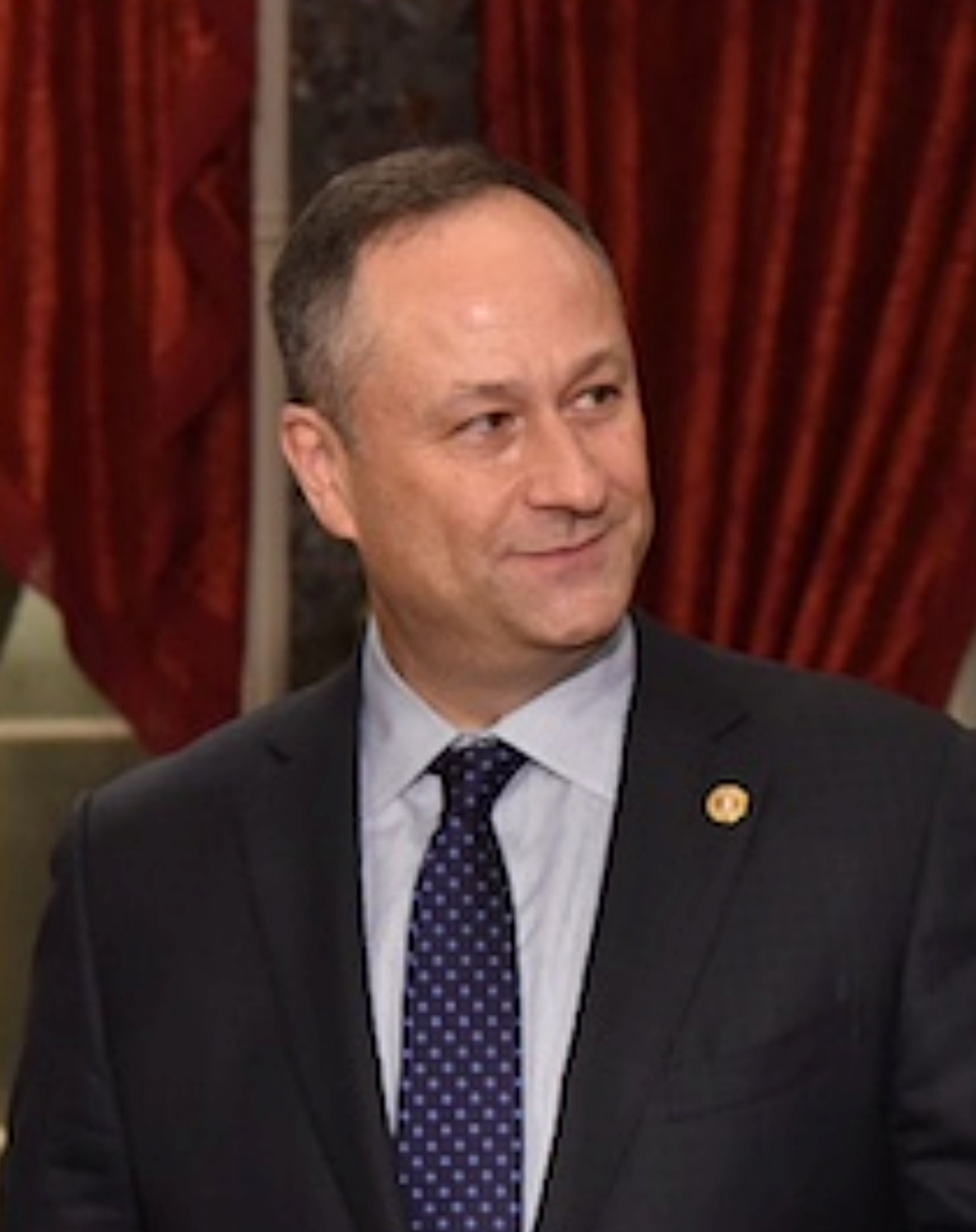
دوغ إمهوف في 2017

دوغ إمهوف هو زوج كامالا هاريس. ولد لأبوين يهوديين، مايكل وباربرا إمهوف، في بروكلين، نيويورك. عاش في نيو جيرسي من عام 1969 إلى عام 1981، وانتقل مع عائلته إلى كاليفورنيا عندما كان عمره 17 عامًا. تخرج إمهوف من جامعة كاليفورنيا الولائية، بدأ حياته المهنية في مجموعة التقاضي بيلسبري وينثروب. انتقل لاحقًا إلى بيلين رولينغز، وفي أواخر التسعينيات افتتح شركته الخاصة مع بن ويتويل ووتم إطلاقها عام 2000 وفي عام 2006 استحوذت شركة Venable LLP ‏ على شركته.
إمهوف يعمل الآن في مكاتب بايير دي إل إيه [الإنجليزية]، في واشنطن العاصمة وكاليفورنيا. تزوج إمهوف لمدة 16 عامًا من المنتج السينمائية كيرستين امهوف ولديهم طفلان. ثم تزوج إمهوف من كامالا هاريس في 22 أغسطس 2014، في سانتا باربرا، كاليفورنيا.